# Tim Johnson (polityk z Illinois)
Timothy V. (Tim) Johnson (ur. 23 lipca 1946, zm. 9 maja 2022 w Urbana, Illinois) – amerykański polityk związany z Partią Republikańską.
Od 2001 roku był przedstawicielem 15. okręgu stanu Illinois w Izbie Reprezentantów Stanów Zjednoczonych (do stycznia 2013, w 2012 nie ubiegał się o reelekcję). Należał do zielonoświątkowego kościoła Zborów Bożych.